# Mazury (osada w województwie kujawsko-pomorskim)
Mazury – osada w Polsce, położona w województwie kujawsko-pomorskim, w powiecie włocławskim, w gminie Brześć Kujawski.
Wieś duchowna, własność biskupów włocławskich, położona było w 1785 roku w powiecie brzeskokujawskim województwa brzeskokujawskiego. W latach 1975–1998 miejscowość należała administracyjnie do województwa włocławskiego.
Niegdyś część dóbr Brzezie, należących do Kronenbergów.
18 stycznia 1945 r. hitlerowcy zamordowali tu 9 Polaków – więźniów Gestapo. Miejsce mordu upamiętnia płyta nagrobna, znajdująca się w głębi lasu, nieopodal szosy Włocławek – Wieniec, na czarnym szlaku „Martyrologii”. Kilkaset metrów od miejsca zbrodni, bezpośrednio przy szosie, postawiono także pomnik. Wykonali go w 1968 r. uczniowie Technikum Przemysłowo-Pedagogicznego z Włocławka.

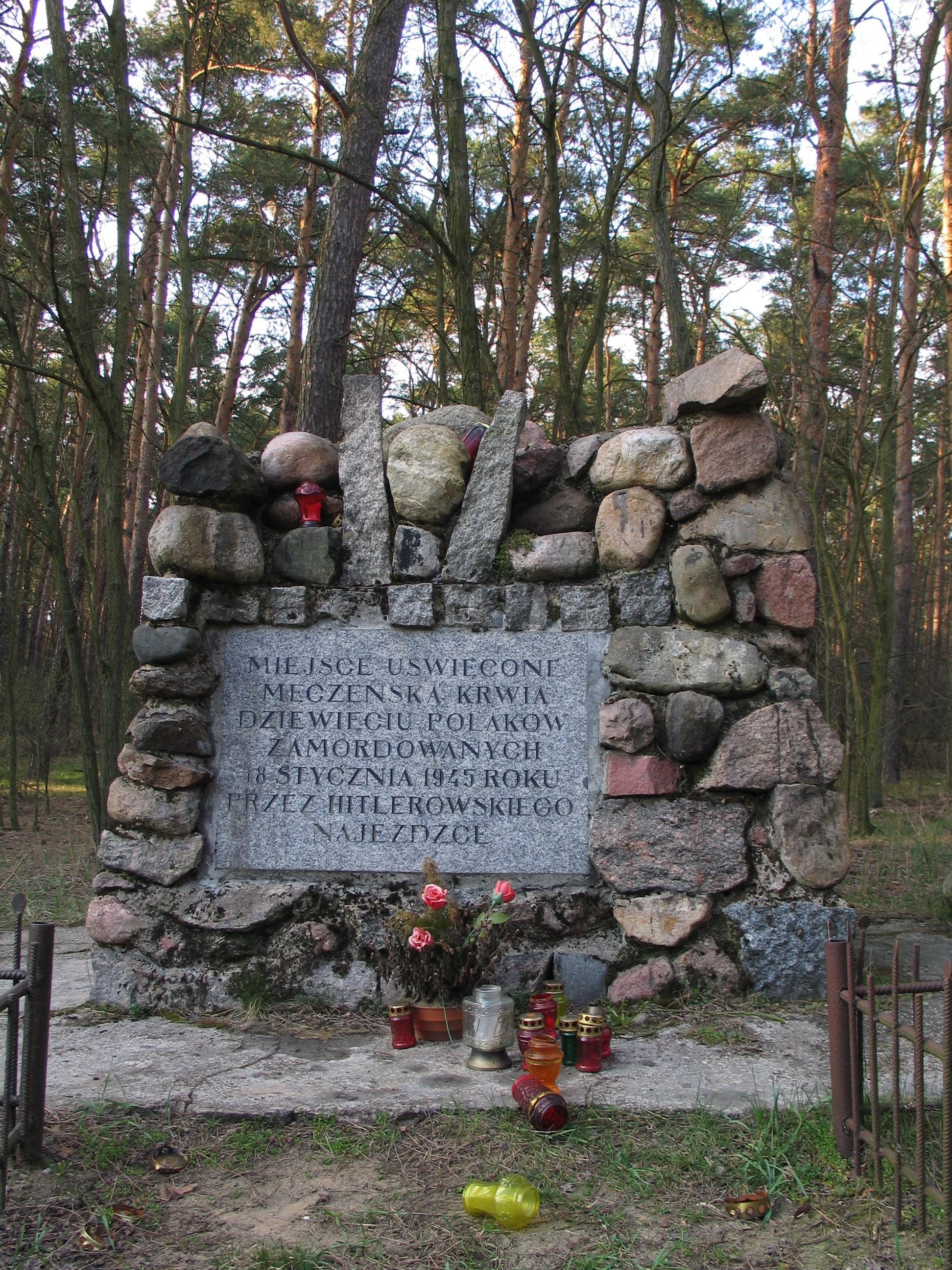
Pomnik pomordowanych
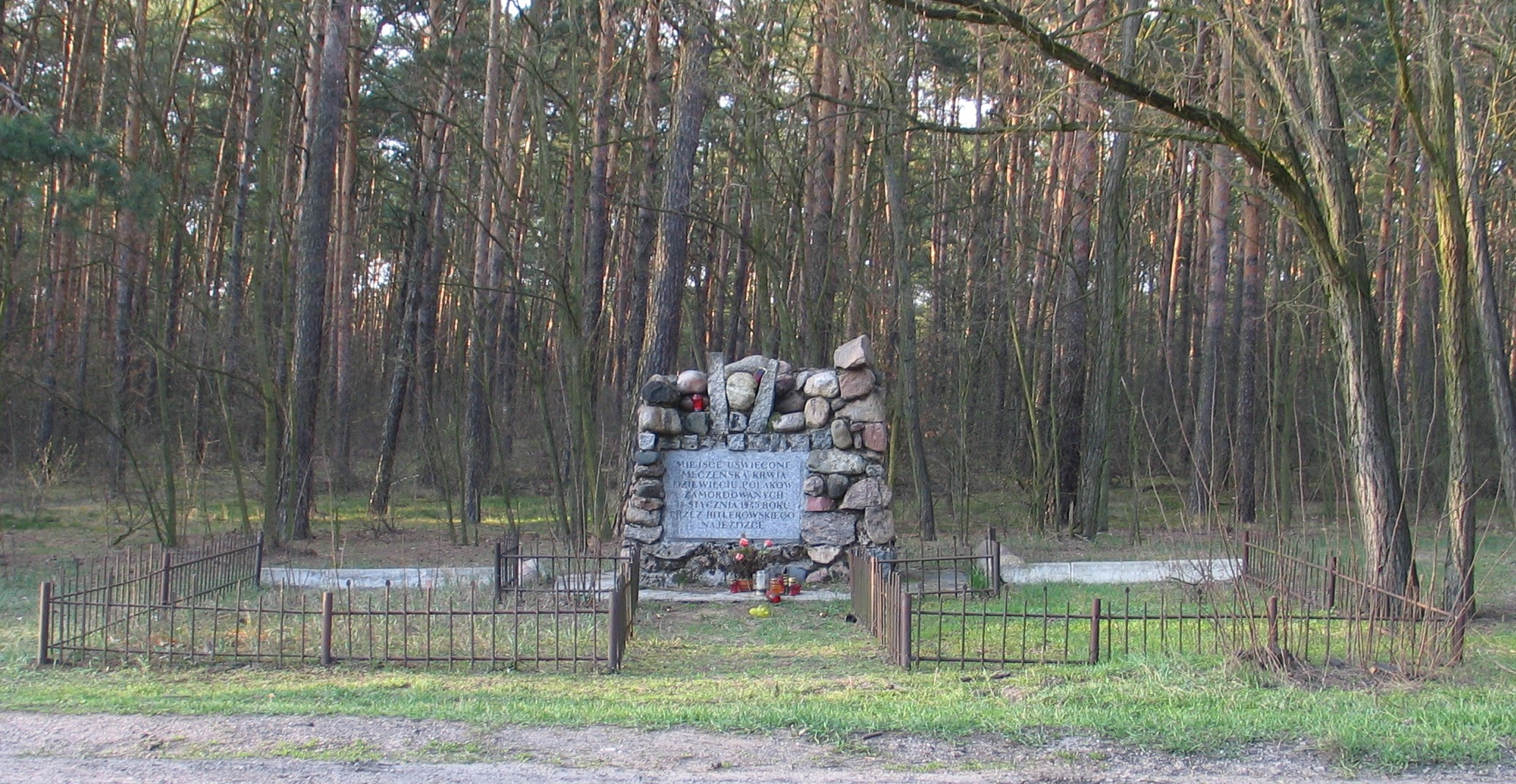